# Krzysztof Hipsz
Krzysztof Hipsz (ur. 12 stycznia 1953 w Warszawie, zm. 8 marca 2025) – polski dziennikarz i publicysta.

## Życiorys
W 1971 roku ukończył III Liceum Ogólnokształcące im. gen. Józefa Sowińskiego w Warszawie. Ukończył studia w Instytucie Profilaktyki Społecznej i Resocjalizacji Uniwersytetu Warszawskiego w 1976. Już w trakcie studiów zaczął publikować swoje pierwsze artykuły poświęcone muzyce rozrywkowej. W tym czasie był także szefem programowym klubu studenckiego „UBAB”. Po studiach został redaktorem w tygodniku Na Przełaj. Pisał recenzje płytowe, relacje z festiwali w Sopocie, Opolu, z koncertów jazzowych (m.in. Jazz Jamboree, Złota Tarka, Rawa Blues) i rockowych (Jarocin, Jesień z Bluesem, Rockowisko), przeprowadzał wywiady z popularnymi muzykami i wokalistami, redagował rubrykę Muzykorama. Jego artykuły zamieszczały również tygodnik Razem, Walka Młodych i miesięcznik Jazz. Współpracował z Rozgłośnią Harcerską, Rzeczpospolitą (recenzje z festiwali opolskich i Jazz Jamboree) i tygodnikiem Szpilki, gdzie współtworzył z Lechem Terpiłowskim „Szoł biznes po polsku”. W latach 1980–1982 prowadził w TVP1 autorski program Klub Czarnego Krążka. Z reżyserem Krzysztofem Riege był współtwórcą dwóch programów telewizyjnych (emitowanych w Interwizji) prezentujących najpopularniejsze gwiazdy polskiej muzyki pop lat 90. Był częstym gościem w nocnym programie „Jedynki” Programu I Polskiego Radia. Wraz z Markiem Wiernikiem i Markiem Gaszyńskim pełnił rolę eksperta w Wielkiej Grze (1980–1981). Jego odautorskie komentarze umieścili na okładkach swoich płyt m.in. Mech, Kat, Anna Faber, Wanda Kwietniewska. 
W radio Tok FM wspólnie z Krzysztofem Grzybowskim prowadził dwugodzinny program na żywo poświęcony polskiej i światowej kinematografii (1996–1998). Był jurorem Festiwalu Tarnowskiej Nagrody Filmowej (1999). W latach 2006–2009 jako redaktor naczelny miesięcznika Cinema wielokrotnie relacjonował wydarzenia z Festiwalu Filmowego w Cannes. Przeprowadził tam wywiady z wielkimi postaciami światowego filmu, takimi jak John Malkovich, Izabella Scorupco czy Sharon Stone. 
Poza muzyką i filmem Krzysztof Hipsz pasjonował się motoryzacją, co zaowocowało w latach 1982–1986 cyklem reportaży z samochodowych Rajdów Polski publikowanych w tygodniku Moto Express. Był założycielem i pierwszym redaktorem naczelnym miesięcznika Świat Motocykli. Współorganizował redakcję miesięcznika Golf&Life, gdzie jako zastępca redaktora naczelnego prowadził dział motoryzacyjny. Kierował redakcjami pism motoryzacyjnych Speed i HighSpeed. W 2010 zacząć wydawać własny tytuł X–cross dedykowany sportom motocyklowym off road.